# كريس كونينغهام
كريس كونينغهام (بالإنجليزية: Chris Cunningham)‏  (و. 1970  م) هو مخرج أفلام، ومونتير إنجليزي، ولد في ريدنغ.

## وصلات خارجية
- كريس كونينغهام على موقع IMDb (الإنجليزية)
- كريس كونينغهام على موقع ميوزك برينز (الإنجليزية)
- كريس كونينغهام على موقع أول موفي (الإنجليزية)
- كريس كونينغهام على موقع أول ميوزيك (الإنجليزية)
- كريس كونينغهام على موقع أول ميوزيك (الإنجليزية)
- كريس كونينغهام على موقع ديسكوغز (الإنجليزية)
- كريس كونينغهام على موقع قاعدة بيانات الفيلم (الإنجليزية)
- كريس كونينغهام على موقع كينوبويسك (الروسية)